# أبو كثير يحيى بن الكاتب
أبو كثير يحيى بن الكاتب (ازدهر في طبرية عام 910)، كان نحويًا وفقهاء لغة في اللغات العبرية والعربية والآرامية. ربما كان من بين المعلمين في طبرية السعدية.
اشتهر بأطروحته التي كتبها باللغة العربية وعنوانها أصول اللغة العبرانية (حوالي. 915 م). كما علق على الرأي المتعلق بنطق داغِش [الإنجليزية] للحرف العبري رش كما عبر عنه مجتمع مازيا بين أساتذة الميسورات الأوائل في طبرية (حوالي 775-825).